# Alexiarès et Anicétos
Dans la mythologie grecque, Alexiarès et Anicétos (en grec ancien : Ἀλεξιάρης καὶ Ἀνίκητος / Alexiárēs kaì Aníkētos) sont une paire de dieux jumeaux. Ils naissent d'Héraclès et de la déesse Hébé après l'apothéose de leur père. Ils sont considérés comme des divinités olympiennes mineures.

## Étymologie
Alexiarès et Anicétos (en grec ancien : Ἀλεξιάρης καὶ Ἀνίκητος / Alexiárēs kaì Aníkētos), signifient respectivement « Celui qui détourne la guerre » et « l'Invincible ».

## Famille
Fils d'Héraclès et d'Hébé, ils sont donc deux fois les petits-fils de Zeus, tant de par leur père que par leur mère, ainsi que les petits-fils de la mortelle Alcmène du côté de leur père et d'Héra du côté de leur mère.
De par leur père, ils ont de nombreux demi-frères, les Héraclides, et une unique demi-sœur, Macaria. Parmi ces demi-frères, tous sont des mortels à une seule exception près : Sardus Pater, divinité éponyme des anciens Sardes.

## Mythologie
On sait peu d'eux à part une mention de leur naissance dans la Bibliothèque d'Apollodore : « Héraclès a atteint l'immortalité, et quand l'inimitié d'Héra s'est changée en amitié, il a épousé sa fille Hébé, qui lui a donné des fils Alexiarès et Anicétos. »
Callimaque fait référence à Hébé recevant l'aide de sa sœur Ilithyie, la déesse des sages-femmes et des accouchements, pendant le travail.

## Rôle et lieux de culte
Avec leur père Héraclès, ils étaient peut-être les gardiens du mont Olympe, et le duo peut aussi avoir été considéré comme les gardiens de l'Olympe, un rôle souvent attribué à leur père immortel. De plus, ils étaient probablement responsables de la protection et de la fortification des villes et des citadelles.
Il est possible qu'ils aient été vénérés à Thèbes et à Rhodes.

## Source
- Pseudo-Apollodore, Bibliothèque [détail des éditions] [lire en ligne] (II, 7, 7).